# Avrechy
Avrechy – miejscowość i gmina we Francji, w regionie Hauts-de-France, w departamencie Oise.
Według danych na rok 1990 gminę zamieszkiwały 1032 osoby, a gęstość zaludnienia wynosiła 83 osoby/km² (wśród 2293 gmin Pikardii Avrechy plasuje się na 282. miejscu pod względem liczby ludności, natomiast pod względem powierzchni na miejscu 305.).